# Orthetrum martensi
Orthetrum martensi là loài chuồn chuồn trong họ Libellulidae. Loài này được Asahina mô tả khoa học đầu tiên năm 1978.